# ランディ・ターピン

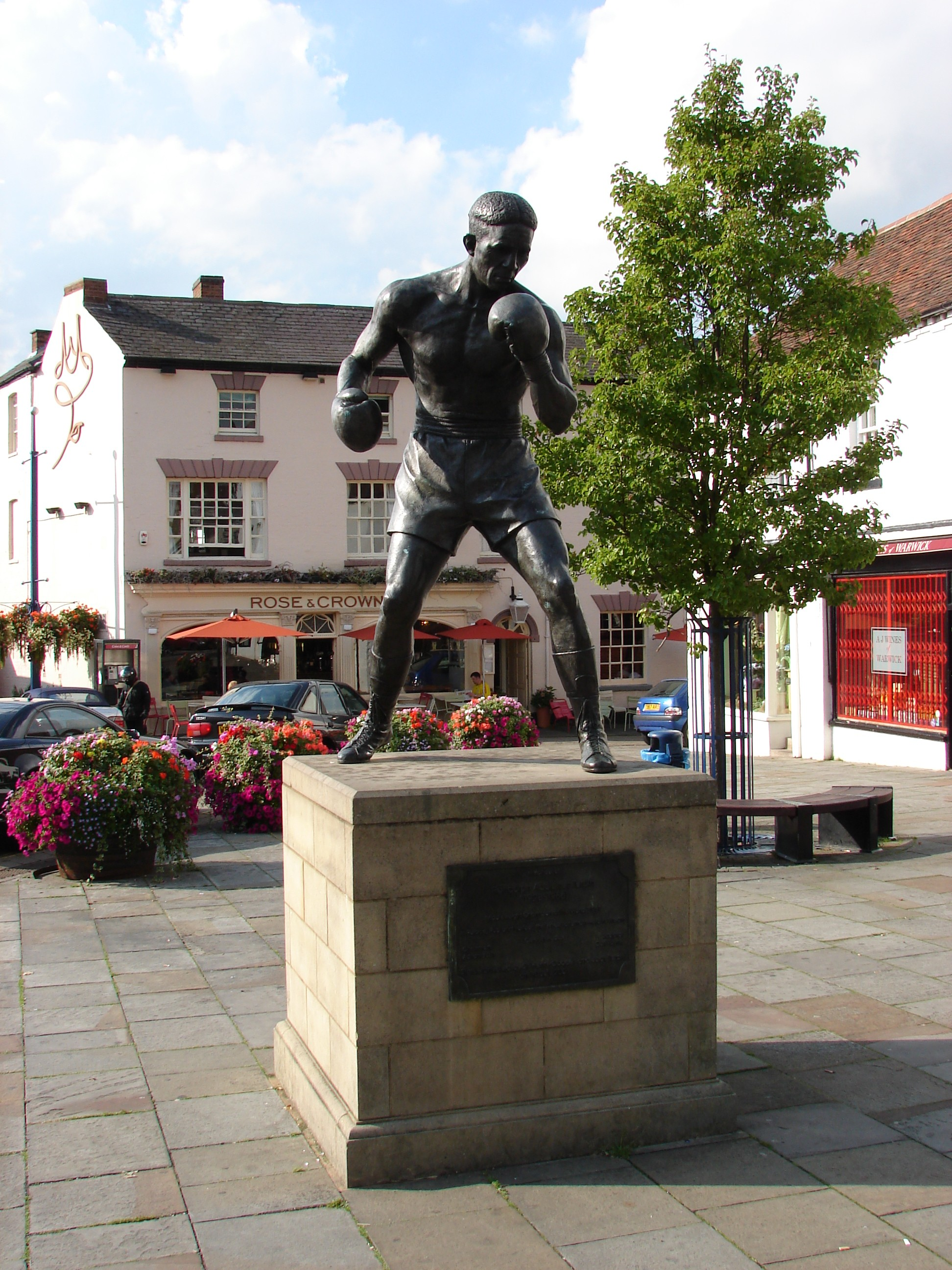
ランディ・ターピンの像。イギリス・ワーウィック

ランディ・アドルファス・ターピン（Randy Turpin、1928年6月7日 - 1966年5月17日）は、1940年代から1950年代のイングランドのプロボクサー。元世界ミドル級チャンピオン。
天才シュガー・レイ・ロビンソンを破り、世界ミドル級王座を獲得しながら晩年は没落、自らの命を断った悲劇のボクサー。

## 経歴
ロイヤル・レミントン・スパ生まれ。白人と黒人のハーフ。兄ディック・ターピンもボクサー（元英連邦王者）である。アマチュアで活躍した後、1946年プロデビュー。1951年7月10日、世界ミドル級王者シュガー・レイ・ロビンソンに挑戦、大番狂わせの判定勝ちで王座奪取。一躍英国の英雄となったが、僅か二ヶ月後の9月12日、ロビンソンとの再戦で10回KO負け、タイトルを奪回されてしまった。
その後は精彩を欠き、36歳で引退した後は金に困って一時期プロレスのリングにも上がったという。破産宣告を受けたあとの1966年5月17日、ワーウィッシャーの場末のアパートの一室でピストル自殺を遂げた。この時、娘の1人も道連れにしようとして銃撃するが病院に運ばれ一命を取り留めている。

## 通算戦績
75戦66勝（45KO）8敗1引分け